# Сравнительные словари всех языков и наречий
«Сравнительные словари всех языков и наречий» (полностью: Сравнительные словари всех языков и наречий, собранные десницею всевысочайшей особы, также лат. Linguarum totius orbis vocabularia comparativa) — издание, собравшее в себя информацию о различных языках и наречиях и включавшее в себя как материалы, собранные авторами, так и сведения из доступных опубликованных и рукописных источников.
Книга, вышедшая в двух томах, была издана «по высочайшему повелению» Екатерины II большим коллективом авторов. Общее руководство над составлением осуществлял П. С. Паллас.
Работу над словарем Паллас начал в 1785 году, опубликовав «Обращение к публике» (фр. Avis au public), где он изложил основные принципы будущего словаря; в следующем, 1786 году Паллас издал список слов, которые предполагалось переводить на иностранные языки. Изначально в списке фигурировало 442 русских слова, переведённых на латинский, французский и немецкий.

## Первое издание (1787—1789)
Первый том вышел в 1787, второй — в 1789 году. Словарь включал в себя 285 лексем с переводом на 51 европейский и 149 азиатских языков. Список русских слов был составлен самой Екатериной II. Первыми словами в словаре были «Бог» и «небо».
Слова были распределены по тематическим группам (термины родства, части тела, названия растений и животных, цвета, глаголы и другие). В первый том вошло 130 слов, во второй — 155. Для передачи иностранных слов использовалась кириллица; в первом томе словаря для удобства иностранного читателя приводилась таблица для чтения кириллицы — «Объяснение букв российского алфавита» (лат. Explicatio litterarum Alphabeti Rossici). В словарь вошёл лингвистический материал, полученный самим Палласом и его сотрудниками (Л. Бакмейстером, И. Иеригом и другими) как по почте от зарубежных исследователей, так и в ходе экспедиций 1768—1774 годов.

## Второе издание (1790—1791)
Второе полное издание сравнительного словаря было поручено Ф. И. Янковичу де Мириево. Оно состояло из четырёх томов. В словарь были добавлены данные по другим языкам мира; всего в него вошли материалы по 272 языкам и диалектам. В частности, в словаре содержались материалы по 33 языкам Африки, в основном извлечённые из публикаций путешественников, хотя, видимо, данные по коптскому и малагасийскому языкам записывались у информантов на местах. Информацию по языкам Южной Америки и Центральной Америки (а также дополнительные сведения о баскском языке) Екатерина запросила у испанского короля Карла III; по требованию короля были собраны материалы по 21 языку Центральной Америки, хотя в итоге большинство из них не попали в Россию.
Лингвистические данные словаря Палласа не утратили своей научной ценности до сих пор. В нём имелись материалы по ряду позднее вымерших диалектов, и языков, в частности, по вымершим к концу XVIII в. енисейским языкам — аринскому и ассанскому. Это первый современный памятник сравнительно-исторического языкознания мирового уровня. Создание словаря способствовало появлению похожих изданий в европейских странах.